# Batalla de San Jacinto (1899)
La Batalla de San Jacinto (en filipino: Labanan sa San Jacinto, en inglés: Battle of San Jacinto) fue una batalla de la guerra filipino-estadounidense librada el 11 de noviembre de 1899 en San Jacinto, Pangasinán, Filipinas, entre los filipinos y los Estados Unidos.

## Trasfondo
Durante el otoño de 1899, el general Elwell S. Otis comenzó una ofensiva de tres frentes contra los filipinos al norte de Manila. La 2.ª División del General Arthur MacArthur se estaba moviendo hacia el norte a lo largo del ferrocarril que salía de Manila, la 1.ª División del general Henry W. Lawton subió el río Pampanga contra San Isidro.: 139  La tercera expedición estaría dirigida por el general Loyd Wheaton, comandante de la 1.ª Brigada, 2.ª División. La brigada de Wheaton se separó y desembarcó en San Fabian sobre el golfo de Lingayén.: 139  Tras desembarcar el día 7 de noviembre, Wheaton envió patrullas al sur y al oeste hacia Dagupan.: 149 
La brigada de 1,200 hombres del brigadier general Manuel Tinio había establecido su sede en San Jacinto a principios de noviembre, construyendo barricadas, trincheras y obstáculos.: 150 

## Batalla
La compañía de avanzada de la 33rd U.S. Volunteer Infantry fueron emboscados en el camino a San Jacinto, forzándolos a los arrozales fangosos a la derecha y al batallón del Mayor Peyton C. March a la izquierda.: 150–151   Los hombres de March pudieron flanquear a los filipinos y entraron en la ciudad, lo que obligó a la Brigada del general Tinio a retirarse..: 151  8 soldados estadounidenses murieron, incluido el mayor John Alexander Logan, Jr..

## Resultado
Las fuerzas de Wheaton y MacArthur se unieron el 26 en Mangatarem, Pangasinan, cuando la 36.ª Infantería se unió a la Compañía F del Capitán Godfrey Fowler de la 33.ª Infantería.: 151   Fowler había forzado anteriormente a las 500-1000 tropas del Brigadier General José Alejandrino a abandonar su artillería, víveres y 100 prisioneros españoles.: 151 